# 24-Stunden-Rennen von Le Mans 1960

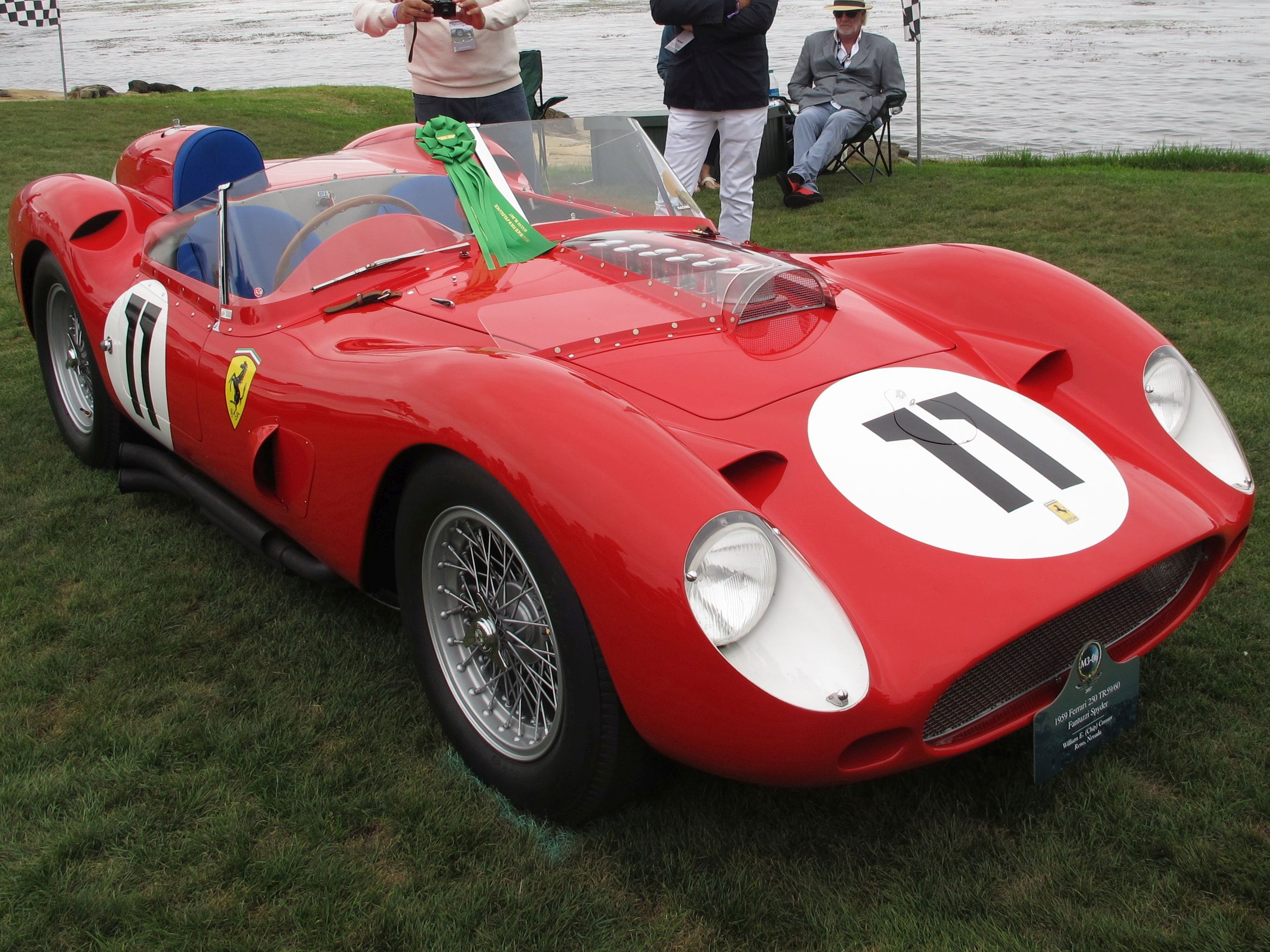
Ferrari 250TR59/60, Siegerwagen von Paul Frère und Olivier Gendebien

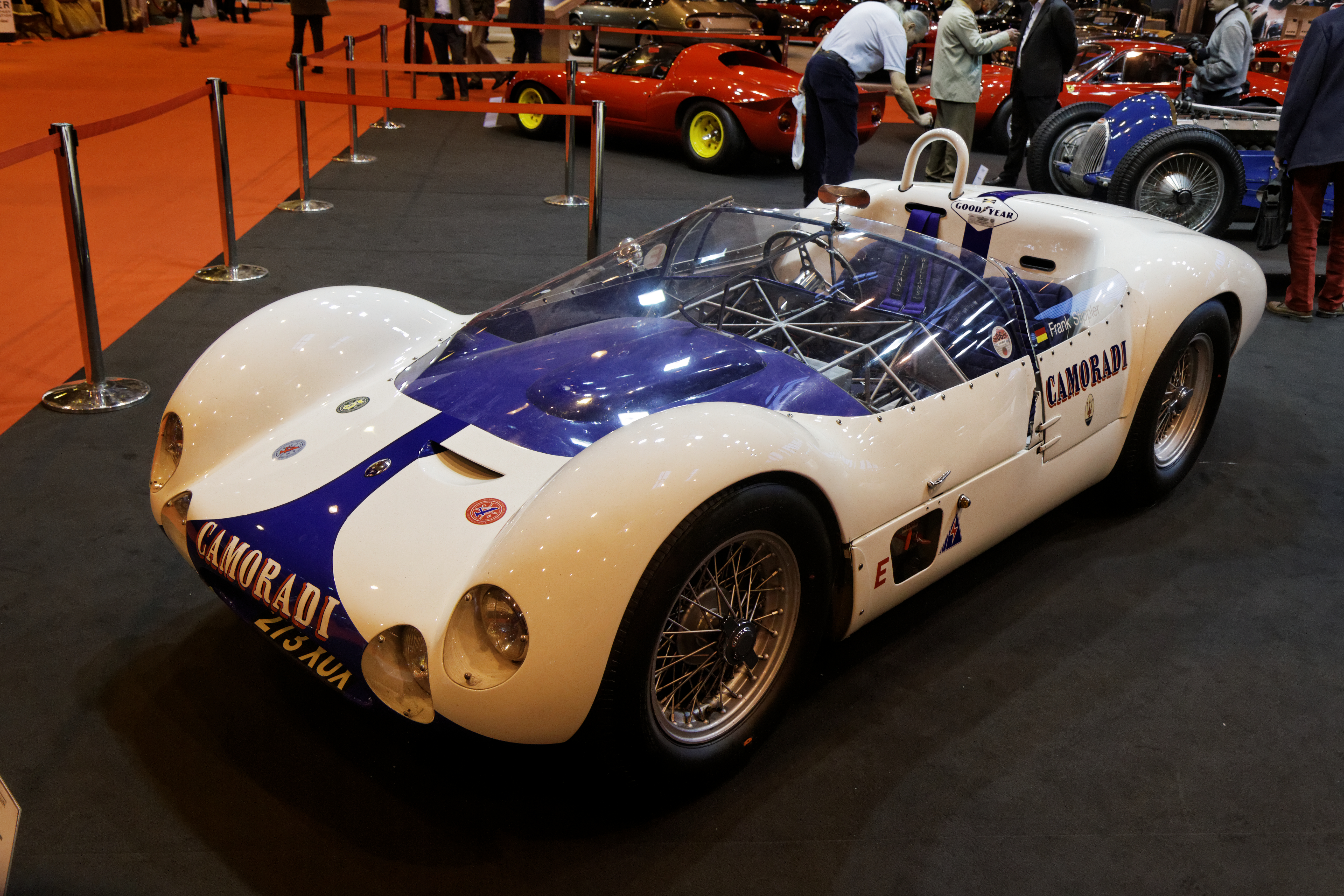
Der Maserati Tipo 61 von Camoradi Racing mit der Originalstartnummer 24. Chuck Daigh und Masten Gregory fielen mit diesem Fahrzeug, nach 88 gefahrenen Runden, mit einem Schaden an der Elektrik aus.

Das 28. 24-Stunden-Rennen von Le Mans, der 28e Grand Prix d’Endurance les 24 Heures du Mans, auch 24 Heures du Mans, Circuit de la Sarthe, Le Mans, fand vom 25. bis 26. Juni 1960 auf dem Circuit des 24 Heures statt.

## Das Rennen
Zum 24-Stunden-Rennen des Jahres 1960 kamen die beiden US-amerikanischen Rennteams von Briggs Cunningham und Lloyd Casner mit ihren Chevrolet Corvettes nach Le Mans. Cunningham brachte mit dem Jaguar D-Type 2A auch einen Vorgänger des Jaguar E-Type an die Strecke, mit dem Dan Gurney im Training die schnellste Rundenzeit erzielte. Das Fahrzeug hatte einen 3-Liter-Motor aus Aluminium und ein 4-Gang-Schnellschaltgetriebe. Hansgen und Gurney verfehlten mit dem Wagen am Ende der Hunaudières-Geraden nur knapp die 300 km/h-Schallmauer. Die Corvettes hatten 4,6-Liter-Motoren mit Saugrohreinspritzung.
Maserati gab mit dem Tipo 61 sein Le-Mans-Comeback. Nach dem Rückzug der Werksteams von Jaguar und Aston Martin waren die Ferrari 250 Testa Rossa bei diesem Rennen die großen Favoriten auf den Gesamtsieg. Auch in der GT-Klasse war Ferrari mit dem 250 GT der erklärte Favorit. Daran konnten auch die detailverbesserten Porsche RSK nichts ändern.
Das Rennen begann für Ferrari jedoch mit einer Katastrophe. Die Techniker der Werksmannschaft hatten sich beim Benzinverbrauch verrechnet, was dazu führte, dass sowohl der Werks-Testa-Rossa von Wolfgang von Trips als auch der Wagen von Ludovico Scarfiotti nach nur 22 Runden auf der Strecke ohne Treibstoff liegen blieben. Bei Ferrari hatte man übersehen, dass das neue steilere Windschild mehr Luftwiderstand auslöst und so zu einem größeren Benzinverbrauch führte.
Zu diesem Zeitpunkt lag noch der Maserati Birdcage von Dan Gurney an der Spitze, der bei einsetzendem Regen vom Cunnigham-Jaguar abgelöst wurde. Nach dessen Ausfall war der Weg frei für den dritten Werks-Testa-Rossa, der dem Benzin-Drama knapp entronnen war. Olivier Gendebien feierte seinen zweiten Gesamtsieg und dessen Landsmann Paul Frère seinen ersten und einzigen Sieg an der Sarthe.

## Ergebnisse

### Piloten nach Nationen
| 27 Franzosen | 26 Briten   | 25 US-Amerikaner | 8 Belgier    | 8 Italiener    |
| 5 Deutsche   | 5 Schweizer | 2 Mexikaner      | 1 Marokkaner | 1 Niederländer |
| 1 Portugiese | 1 Schwede   |                  |              |                |

### Schlussklassement
| Pos.            | Klasse | Nr. | Team                          | Fahrer                                          | Chassis                              | Motor                   | Reifen | Runden |
| --------------- | ------ | --- | ----------------------------- | ----------------------------------------------- | ------------------------------------ | ----------------------- | ------ | ------ |
| 1               | S 3.0  | 11  | Scuderia Ferrari SpA          | Paul Frère Olivier Gendebien                    | Ferrari 250TR59/60                   | Ferrari 3.0L V12        | D      | 314    |
| 2               | S 2.0  | 17  | North American Racing Team    | Ricardo Rodríguez André Pilette                 | Ferrari 250TR59                      | Ferrari 3.0L V12        | D      | 310    |
| 3               | S 3.0  | 7   | Border Reivers                | Roy Salvadori Jim Clark                         | Aston Martin DBR1//300               | Aston Martin 3.0L I6    | D      | 306    |
| 4               | GT 3.0 | 16  | Fernand Tavano                | Fernand Tavano Pierre Dumay                     | Ferrari 250 GT SWB                   | Ferrari 3.0L V12        | D      | 302    |
| 5               | GT 3.0 | 18  | North American Racing Team    | George Arents Alan Connell                      | Ferrari 250 GT SWB                   | Ferrari 3.0L V12        | D      | 300    |
| 6               | GT 3.0 | 22  | Ecurie Francorchamps          | Léon Dernier Pierre Noblet                      | Ferrari 250 GT SWB                   | Ferrari 3.0L V12        | D      | 300    |
| 7               | GT 3.0 | 19  | North American Racing Team    | Ed Hugus Augie Pabst                            | Ferrari 250 GT SWB                   | Ferrari 3.0L V12        | D      | 299    |
| 8               | GT 5.0 | 3   | Briggs S. Cunningham          | John Fitch Bob Grossman                         | Chevrolet Corvette                   | Chevrolet 4.6L V8       | F      | 281    |
| 9               | S 3.0  | 8   | Major Ian B. Baillie          | Ian Baillie Jack Fairman                        | Aston Martin DBR1/300                | Aston Martin 3.0L I6    | D      | 281    |
| 10              | GT 1.6 | 35  | Porsche KG                    | Herbert Linge Hans-Joachim Walter               | Porsche 356B Abarth GTL              | Porsche 1.6L Flat-4     | D      | 269    |
| 11              | S 1.6  | 39  | Porsche KG                    | Edgar Barth Wolfgang Seidel                     | Porsche 718 RS                       | Porsche 1.5L Flat-4     | D      | 264    |
| 12              | S 2.0  | 32  | Ted Lund                      | Ted Lund Colin Escott                           | MG MGA Twin Cam                      | MG 1.8L I4              | D      | 262    |
| 13              | GT 1.3 | 44  | Roger Masson                  | Roger Masson Claude Laurent                     | Lotus Elite Mk14                     | Coventry Climax 1.2L I4 | D      | 261    |
| 14              | GT 1.3 | 41  | Team Elite                    | John Wagstaff Tony Marsh                        | Lotus Elite Mk14                     | Coventry Climax 1.2L I4 | D      | 257    |
| 15              | S 850  | 48  | Automobiles Deutsch et Bonnet | Paul Armagnac Gérard Laureau                    | DB HBR4                              | Panhard 0.7L Flat-2     | M      | 253    |
| 16              | S 1.0  | 46  | Donald Healey Motor Company   | John Dalton John K. Colgate Jr.                 | Austin-Healey Sprite Sebring         | BMC 1.0L I4             | D      | 246    |
| 17              | S 1.0  | 47  | Automobiles Deutsch et Bonnet | Pierre Lelong Maurice van der Bruwaene          | DB HBR5                              | Panhard 0.9L Flat-2     | M      | 244    |
| 18              | S 850  | 54  | Ed Hugus                      | John Bentley John S. Gordon                     | Osca Sport 750                       | O.S.C.A. 0.7L I4        | P      | 237    |
| 19              | S 1.0  | 56  | Automobiles Deutsch et Bonnet | Robert Bouharde Jacques Grelley                 | DB HBR5 Coupe                        | Panhard 0.9L Flat-2     | M      | 228    |
| 20              | S 1.0  | 52  | Automobiles Deutsch et Bonnet | René Bartholoni Bernard de Saint Auban          | DB HBR4 Coupe                        | Panhard 0.9L Flat-2     | M      | 223    |
| Nicht klassiert |        |     |                               |                                                 |                                      |                         |        |        |
| 21              | GT 5.0 | 4   | Camoradi USA                  | Leon Lilley Fred Gamble                         | Chevrolet Corvette                   | Chevrolet 4.6L V8       | G      | 275    |
| 22              | S 2.0  | 28  | Standard Triumph              | Keith Ballisat Marcel Becquart                  | Triumph TR4S                         | Triumph 2.0L I4         | D      | 256    |
| 23              | S 2.0  | 59  | Standard Triumph              | Les Leston Mike Rothschild                      | Triumph TR4S                         | Triumph 2.0L I4         | D      | 252    |
| 24              | S 2.0  | 29  | Standard Triumph              | Peter Bolton Ninian Sanderson                   | Triumph TR4S                         | Triumph 2.0L I4         | D      | 249    |
| 25              | GT 2.0 | 30  | Ecurie Laussannoise           | André Wicky Georges Gachnang Jean Gretener      | AC Ace                               | Bristol 2.0L I6         | D      | 239    |
| Ausgefallen     |        |     |                               |                                                 |                                      |                         |        |        |
| 26              | GT 3.0 | 20  | North American Racing Team    | Jo Schlesser William Sturgis                    | Ferrari 250 GT SWB California        | Ferrari 3.0L V12        | D      | 258    |
| 27              | GT 3.0 | 15  | A.G. Whitehead                | Graham Whitehead Henry Taylor                   | Ferrari 250 GT SWB                   | Ferrari 3.0L V12        | D      | 258    |
| 28              | GT 5.0 | 2   | Briggs S. Cunningham          | Dick Thompson Fred Windridge                    | Chevrolet Corvette                   | Chevrolet 4.6L V8       | F      | 207    |
| 29              | S 3.0  | 10  | Scuderia Ferrari SpA          | Willy Mairesse Richie Ginther                   | Ferrari 250TRI/60                    | Ferrari 3.0L V12        | D      | 204    |
| 30              | S 2.0  | 33  | Porsche KG                    | Joakim Bonnier Graham Hill                      | Porsche 718/4 RS                     | Porsche 1.6L Flat-4     | D      | 191    |
| 31              | S 1.6  | 38  | Baron Carel Godin de Beaufort | Carel Godin de Beaufort Richard Stoop           | Porsche 718/4 RS                     | Porsche 1.6L Flat-4     | C      | 180    |
| 32              | S 850  | 50  | Abarth & Cie                  | Paul Condriller Jean Guichet                    | Fiat-Abarth 850S Bialbero            | Fiat 0.8L I4            | M      | 174    |
| 33              | GT 1.3 | 43  | Sir Gawaine Baillie           | Mike Parkes Sir Gawaine Baillie                 | Lotus Elite Mk14                     | Coventry Climax 1.2L I4 | D      | 169    |
| 34              | S 3.0  | 5   | Ecurie Ecosse                 | Ron Flockhart Bruce Halford                     | Jaguar D-Type                        | Jaguar 3.0L I6          | D      | 168    |
| 35              | GT 1.3 | 42  | Team Elite                    | David Buxton William E.J. Allen                 | Lotus Elite Mk14                     | Coventry Climax 1.2L I4 | D      | 157    |
| 36              | S 1.15 | 45  | Lola Cars                     | Charles Vögele Peter Ashdown                    | Lola MK1                             | Coventry Climax 1.1L I4 | D      | 148    |
| 37              | GT 2.0 | 57  | Jean Rambaux                  | Jean Rambaux Pierre Boutin                      | AC Ace                               | Bristol 2.0L I6         | D      | 130    |
| 38              | S 850  | 55  | Automobili Stanguellini       | Raymond Quilico Carlos Manuel Reis              | Stanguellini 740 Bialbero            | Fiat 0.7L I4            | P      | 103    |
| 39              | S 1.15 | 40  | Squadra Vigilio Conrero       | Bernard Consten Francesco De Leonibus           | Alfa Romeo Giulietta SV Conrero 1150 | Alfa Romeo 1.1L I4      | D      | 96     |
| 40              | S 3.0  | 25  | Camoradi USA                  | Lloyd Casner Jim Jeffords                       | Maserati Tipo 61                     | Maserati 2.9L I4        | D      | 95     |
| 41              | S 1.6  | 36  | Jean Kerguen                  | Jean Kerguen Robert La Caze                     | Porsche 718/4 RS                     | Porsche 1.6L Flat-4     | D      | 92     |
| 42              | GT 3.0 | 23  | J.C. Sears                    | Jack Sears Peter Riley                          | Austin-Healey 3000                   | BMC 2.9L I6             | D      | 89     |
| 43              | S 3.0  | 6   | Briggs S. Cunningham          | Dan Gurney Walt Hansgen                         | Jaguar D-Type 2A                     | Jaguar 3.0L I6          | D      | 89     |
| 44              | S 850  | 49  | Abarth & Cie                  | Jacques Féret Tommy Spychiger                   | Fiat-Abarth 850S Bialbero            | Fiat 0.8L I4            | M      | 86     |
| 45              | S 3.0  | 24  | Camoradi USA                  | Chuck Daigh Masten Gregory                      | Maserati Tipo 61                     | Maserati 2.9L I4        | G      | 82     |
| 46              | S 850  | 53  | Automobiles O.S.C.A.          | Jean Laroche André Simon                        | Osca Sport 750                       | O.S.C.A. 0.7L I4        | D      | 66     |
| 47              | GT 1.3 | 63  | Giorgio Ubezzi                | Giorgio Ubezzi José Rosinski                    | Alfa Romeo Giulietta SZ              | Alfa Romeo 1.3L I4      | P      | 61     |
| 48              | S 2.0  | 34  | Porsche KG                    | Maurice Trintignant Hans Herrmann               | Porsche 718/4                        | Porsche 1.6L Flat-4     | D      | 57     |
| 49              | GT 5.0 | 1   | Briggs S. Cunningham          | Briggs Cunningham William Kimberly              | Chevrolet Corvette                   | Chevrolet 4.6L V8       | F      | 38     |
| 50              | S 850  | 60  | Abarth & Cie                  | Giancarlo Rigamonti Remo Cattini                | Fiat-Abarth 700S                     | Fiat 0.7L I4            | M      | 31     |
| 51              | S 850  | 51  | Automobiles Deutsch et Bonnet | Jean-Claude Vidilles Jean Vinatier              | DB HBR4                              | Panhard 0.7L Flat-2     | M      | 30     |
| 52              | GT 3.0 | 21  | Equipe Nationale Belge        | Jean Blaton Lucien Bianchi                      | Ferrari 250 GT SWB                   | Ferrari 3.0L V12        | D      | 29     |
| 53              | S 3.0  | 26  | Camoradi USA                  | Giorgio Scarlatti Gino Munaron                  | Maserati Tipo 61 Longtail            | Maserati 2.9L I4        | G      | 22     |
| 54              | S 3.0  | 12  | Scuderia Ferrari SpA          | Ludovico Scarfiotti Pedro Rodríguez             | Ferrari 250TRI/60                    | Ferrari 3.0L V12        | D      | 22     |
| 55              | S 3.0  | 9   | Scuderia Ferrari SpA          | Wolfgang von Trips Phil Hill                    | Ferrari 250TR59/60                   | Ferrari 3.0L V12        | D      | 22     |
| Nicht gestartet |        |     |                               |                                                 |                                      |                         |        |        |
| 56              | GT 3.0 | 14  | Scuderia Serenissima          | Carlo-Maria Abate Gianni Balzarini Fritz d’Orey | Ferrari 250 GT SWB                   | Ferrari 3.0L V8         |        | 1      |
| 57              | S 2.0  | 31  | Team Lotus                    | Innes Ireland John Whitmore                     | Lotus Elite                          | Coventry Climax 2.0L I4 | D      | 2      |
| 58              | S 1.3  | 62  | Team Lotus                    | Jonathan Sieff John Whitmore Christopher Martyn | Lotus Elite                          | Coventry Climax 1.3L I4 | D      | 3      |
| Reserve         |        |     |                               |                                                 |                                      |                         |        |        |
| 59              | GT 1.6 | 58  | Christian Goethals            | Christian Goethals André Pilette Heini Walter   | Porsche 356                          | Porsche 1.6L Flat-4     |        | 4      |
| 60              | S 750  | 61  | Automobili Stanguellini       | Paul Guiraud Gilbert Foury                      | Stanguellini 750 Sport               | Fiat 0.7L I4            |        | 5      |
| 61              | S 750  | 64  | Automobiles Deutsch et Bonnet | Paul Justamond Gérard Laureau                   | DB HBR5                              | Panhard 0.7L Flat-2     |        | 6      |
| 62              | S 750  | 65  | Société E.F.A.C.              | - -                                             | EFAC                                 |                         |        | 7      |

1 Unfall im Training
2 Unfall im Training
3 Unfall im Training
4 Reserve
5 Reserve
6 Reserve
7 Reserve

### Nur in der Meldeliste
Hier finden sich Teams, Fahrer und Fahrzeuge die ursprünglich für das Rennen gemeldet waren, aber aus den unterschiedlichsten Gründen daran nicht teilnahmen.
| Pos. | Klasse  | Nr. | Team              | Fahrer                        | Chassis             | Motor                   | Reifen |
| ---- | ------- | --- | ----------------- | ----------------------------- | ------------------- | ----------------------- | ------ |
| 63   | GT 1600 | 37  | Automobili OSCA   |                               | OSCA 1500S          |                         |        |
| 64   | S 2500  |     | Ecurie Ecosse     |                               | Cooper T49 Monaco   | Coventry Climax 2.0L I4 |        |
| 65   | GT 4000 |     | Briggs Cunningham | Briggs Cunningham John Fitch  | Jaguar XK150S       | Jaguar 3.8L I6          |        |
| 66   | GT 2000 |     | John Mitchell     | John Mitchell Tony Lanfranchi | AC Ace              | Bristol 2.0L I6         |        |
| 67   | S 1000  |     | Roger Masson      | Roger Masson Claude Laurent   | DB Le Mans          | Panhard 1.0L F2         |        |
| 68   | GT 4000 |     | Ken Rudd          | Ken Rudd                      | Aston Martin DB4 GT | Aston Martin 3.7L L6    |        |
| 69   | S 1600  |     | Ed Hugus          | Ed Hugus                      | Porsche 718RS 60    | Porsche 1.5L Flat-4     |        |
| 70   | S 2000  |     | Camoradi USA      | Bruce Kessler                 | Maserati 200SI      | Maserati 1.9L I4        |        |
| 71   | S 750   |     | Team Lotus        | Alan Stacey Michael Taylor    | Lotus MK17          | Coventry Climax 0.7L I4 |        |
| 72   | GT 2000 |     | Bill Bradshaw     | Bill Bradshaw                 | AC Ace              | Bristol 2.0L I6         |        |

### Biennale-Cup-Rudge-Withworth
| Pos. | Nr. | Fahrer                       | Chassis | Koeffizient | Platzierung im Gesamtklassement |
| ---- | --- | ---------------------------- | ------- | ----------- | ------------------------------- |
| 1    | 48  | Paul Armagnac Gérard Laureau | DB HBR4 | 3.405,447   | Rang 15                         |

### Index of Performance
| Pos. | Nr. | Fahrer                                 | Chassis                      | Koeffizient | Platzierung im Gesamtklassement |
| ---- | --- | -------------------------------------- | ---------------------------- | ----------- | ------------------------------- |
| 1    | 48  | Paul Armagnac Gérard Laureau           | DB HBR4                      | 1.25700     | Rang 15                         |
| 2    | 11  | Paul Frère Olivier Gendebien           | Ferrari 250TR59/60           | 1.15700     | Gesamtsieg                      |
| 3    | 54  | John Bentley John Gordon               | Osca Sport 750               | 1.15100     | Rang 18                         |
| 4    | 17  | Ricardo Rodríguez André Pilette        | Ferrari 250TR59              | 1.14200     | Rang 2                          |
| 5    | 46  | Pierre Lelong Maurice van der Bruwaene | DB HBR5                      | 1.13000     | Rang 17                         |
| 6    | 7   | Roy Salvadori Jim Clark                | Aston Martin DBR1//300       | 1.12800     | Rang 3                          |
| 7    | 16  | Fernand Tavano Pierre Dumay            | Ferrari 250 GT SWB           | 1.11300     | Rang 4                          |
| 8    | 18  | George Arents Alan Connell             | Ferrari 250 GT SWB           | 1.10600     | Rang 5                          |
| 9    | 22  | Léon Dernier Pierre Noblet             | Ferrari 250 GT SWB           | 1.10500     | Rang 6                          |
| 10   | 19  | Ed Hugus Augie Pabst                   | Ferrari 250 GT SWB           | 1.10300     | Rang 7                          |
| 11   | 46  | John Dalton John K. Colgate Jr.        | Austin-Healey Sprite Sebring | 1.09800     | Rang 16                         |
| 12   | 41  | John Wagstaff Tony Marsh               | Lotus Elite Mk14             | 1.08100     | Rang 14                         |
| 13   | 35  | Herbert Linge Hans-Joachim Walter      | Porsche 356B Abarth GTL      | 1.07500     | Rang 10                         |
| 14   | 56  | Robert Bouharde Jacques Grelley        | DB HBR5 Coupe                | 1.05800     | Rang 19                         |
| 15   | 8   | Ian B. Baillie Jack Fairman            | Aston Martin DBR1/300        | 1.03600     | Rang 9                          |
| 16   | 52  | René Bartholoni Bernard de Saint Auban | DB HBR4 Coupe                | 1.03500     | Rang 20                         |
| 17   | 32  | Ted Lund Colin Escott                  | MG MGA Twin Cam              | 1.02900     | Rang 12                         |
| 18   | 3   | John Fitch Bob Grossman                | Chevrolet Corvette           | 1.00300     | Rang 8                          |
| 19=  | 44  | Roger Masson Claude Laurent            | Lotus Elite Mk14             | 1.00000     | Rang 13                         |
| 19=  | 39  | Edgar Barth Wolfgang Seidel            | Porsche 718 RS               | 1.00000     | Rang 11                         |

### Index of Thermal Efficiency
| Pos. | Nr. | Fahrer                                 | Chassis                      | Durchschnittsgeschwindigkeit | Fahrzeuggewicht | Liter/100 km | Koeffizient | Platzierung im Gesamtklassement |
| ---- | --- | -------------------------------------- | ---------------------------- | ---------------------------- | --------------- | ------------ | ----------- | ------------------------------- |
| 1    | 41  | John Wagstaff Tony Marsh               | Lotus Elite Mk14             | 143,954 km/h                 | 665 kg          | 12,91        | 1.04000     | Rang 14                         |
| 2    | 44  | Roger Masson Claude Laurent            | Lotus Elite Mk14             | 146,375 km/h                 | 648 kg          | 13,29        | 1.03000     | Rang 13                         |
| 3    | 56  | Robert Bouharde Jacques Grelley        | DB HBR5 Coupe                | 127,869 km/h                 | 489 kg          | 8,86         | 0.98000     | Rang 19                         |
| 4=   | 7   | Roy Salvadori Jim Clark                | Aston Martin DBR1//300       | 171,571 km/h                 | 873 kg          | 25.01        | 0.95000     | Rang 3                          |
| 4=   | 46  | John Dalton John K. Colgate Jr.        | Austin-Healey Sprite Sebring | 137,810 km/h                 | 571 kg          | 11,85        | 0.09500     | Rang 16                         |
| 6    | 52  | René Bartholoni Bernard de Saint Auban | DB HBR4 Coupe                | 125,064 km/h                 | 602 kg          | 10,29        | 0.91000     | Rang 20                         |
| 7    | 16  | Fernand Tavano Pierre Dumay            | Ferrari 250 GT SWB           | 168,997 km/h                 | 1026 kg         | 27,16        | 0.89000     | Rang 4                          |
| 8    | 48  | Paul Armagnac Gérard Laureau           | DB HBR4                      | 141,894 km/h                 | 467 kg          | 12,77        | 0.86000     | Rang 15                         |
| 9    | 39  | Edgar Barth Wolfgang Seidel            | Porsche 718 RS               | 148,019 km/h                 | 606 kg          | 19,20        | 0.71000     | Rang 11                         |

### Klassensieger
| Klasse                                   | Fahrer                  | Fahrer         | Fahrzeug                     | Platzierung im Gesamtklassement |
| ---------------------------------------- | ----------------------- | -------------- | ---------------------------- | ------------------------------- |
| Index of Performance                     | Paul Armagnac           | Gérard Laureau | DB HBR4                      | Rang 15                         |
| Index of Thermal Efficiency              | John Wagstaff           | Tony Marsh     | Lotus Elite MK14             | Rang 14                         |
| 26. Biennale Cup                         | Paul Armagnac           | Gérard Laureau | DB HBR4                      | Rang 15                         |
| Sportwagen, CSI-Klasse 5, 701–850 cm³    | Paul Armagnac           | Gérard Laureau | DB HBR4                      | Rang 15                         |
| Sportwagen, CSI-Klasse 6, 850–1000 cm³   | John Dalton             | John Colgate   | Austin-Healey Sprite Sebring | Rang 16                         |
| Sportwagen, CSI-Klasse 7, 1001–1150 cm³  | kein Teilnehmer im Ziel |                |                              |                                 |
| Sportwagen, CSI-Klasse 8, 1151–1300 cm³  | kein Teilnehmer im Ziel |                |                              |                                 |
| Sportwagen, CSI-Klasse 9, 1301–1600 cm³  | Herbert Linge           | Heini Walter   | Porsche 356B Abarth GTL      | Rang 10                         |
| Sportwagen, CSI-Klasse 10, 1601–2000 cm³ | Ted Lund                | Colin Escott   | MG MGA Twin Cam              | Rang 12                         |
| Sportwagen, CSI-Klasse 12, 2501–3000 cm³ | Olivier Gendebien       | Paul Frère     | Ferrari 250TR59/50           | Gesamtsieg                      |
| GT-Wagen, CSI-Klasse 8, 1151–1300 cm³    | Roger Masson            | Claude Laurent | Lotus Elite MK 14            | Rang 13                         |
| GT-Wagen, CSI-Klasse 9, 1301–1600 cm³    | kein Teilnehmer im Ziel |                |                              |                                 |
| GT-Wagen, CSI-Klasse 12, 2501–3000 cm³   | Fernand Tavano          | Pierre Dumay   | Ferrari 250 GT SWB           | Rang 4                          |
| GT-Wagen, CSI-Klasse 14, 4001–5000 cm³   | John Fitch              | Bob Grossmann  | Chevrolet Corvette           | Rang 8                          |

### Renndaten
- Gemeldet: 72
- Gestartet: 55
- Gewertet: 20
- Rennklassen: 14
- Zuschauer: 200.000
- Ehrenstarter des Rennens: Prince de Merode, Präsident der FIA und des Royal Automobile Club von Belgien
- Wetter am Rennwochenende: Regen am Samstag, trocken am Sonntag
- Streckenlänge: 13,461 km
- Fahrzeit des Siegerteams: 24:00:00,000 Stunden
- Gesamtrunden des Siegerteams: 314
- Gesamtdistanz des Siegerteams: 4217,527 km
- Siegerschnitt: 175,730 km/h
- Pole Position: unbekannt
- Schnellste Rennrunde: Masten Gregory – Maserati Tipo 61 (#24) und Dan Gurney – Jaguar D-Type (#6) – 4:04,400 = 198,605 km/h
- Rennserie: 5. Lauf zur Sportwagen-Weltmeisterschaft 1960
- Rennserie: 5. Lauf des FIA-GT-Cup 1960